# Port lotniczy Simara
Port lotniczy Simara – krajowy port lotniczy położony w Pipara Simara, w Nepalu.